# أحمد أبو دياب
أحمد أبو دياب (ولد في قنا في 10 مايو 1994) قاص وكاتب مسرحي مصري، حصل على جائزة الشارقة للإبداع العربي في القصة القصيرة سنة 2019 وجائزة مهرجان أيام القاهرة الدولي للمونودراما سنة 2020.

## سيرة موجزة
ولد أحمد جمال صادق جابر في محافظة قنا، وتخرج في قسم اللغة الإنجليزية بكلية آداب جامعة جنوب الوادى سنة 2017، ونشط في نادي الأدب والفكر بالجامعة، ثم حصل على الدبلوم العام في التربية من كلية التربية بالأقصر التابعة لجامعة الأزهر.
شارك في ورشة الإبداع العربي لجائزة الشارقة، وعُقدت بالقاهرة يومي 17 و18 أبريل 2019 تحت عنوان «الرواية والتاريخ»، كما شارك في أغسطس 2019 في مهرجان صيفي ثقافي 14 الذي ينظمه المجلس الوطني للثقافة والفنون والآداب بدولة الكويت، وشارك في ملتقى الدمام الثالث للنص المسرحي في جمعية الثقافة والفنون بالمملكة العربية السعودية في يوليو 2020، والدورة الخامسة من مهرجان شرم الشيخ الدولي للمسرح الشبابي في نوفمبر 2020، والملتقى الثاني للشعر العربي في بيت الشعر بالأقصر (مارس 2021)، كما استضافه ملتقى الشارقة للسرد في دورته الثامنة عشرة التي عُقدت في سبتمبر 2022.
في سنة 2022، حصل أحمد أبو دياب على الإقامة الذهبية بدولة الإمارات العربية المتحدة لفئة النوابغ من المواهب (المبدعين أهل الثقافة والفن)، وفي نوفمبر 2023 صار عضوًا باتحاد كُتّاب وأدباء الإمارات.

## الجوائز
- جائزة المسابقة الأدبية المركزية (الهيئة العامة لقصور الثقافة) لعام 2022/2023 في مجال أدب الطفل عن مسرحية "حلم سعيد".[14]
- جائزة مسابقة العمل الأول للموهوبين (الدورة السادسة)، عن دار المعارف في مجال القصة القصيرة 2022/ 2023 عن قصة "في موعد القطار".[15]
- جائزة المجلس الأعلى للثقافة للمواهب الأدبية في مجال القصة القصيرة، الدورة السادسة 2022/ 2023 (دورة الدكتور شاكر عبد الحميد).[16]
- جائزة الإذاعة المصرية لقصص الأطفال (حكايات المساء) بالتعاون مع المركز القومي لثقافة الطفل بالمجلس الأعلى للثقافة (الدورة الرابعة 2021- 2022) عن قصة "نهر فوق النهر".[17]
- حصل على منحة التفرغ لوزارة الثقافة من المجلس الأعلى للثقافة في مجال الآداب (فرع الرواية) لعام 2021/ 2022م.[18][19]
- جائزة أحمد سخسوخ للتأليف المسرحي ـ فئة نص المونودراما (مهرجان شرم الشيخ الدولي للمسرح الشبابي، الدورة الخامسة، نوفمبر 2020) عن نص «ثاقب النايات».[20]
- جائزة الشارقة للإبداع العربي في القصة القصيرة، الدورة 22 (سنة 2019)[1]
- اختارت مؤسسة روبرت بوش الألمانية إحدى قصصه ضمن أفضل خمس قصة قصيرة على مستوى محافظات جنوب الصعيد (نوفمبر 2018)[20]
- جائزة إقليم جنوب الصعيد الثقافي من الهيئة العامة لقصور الثقافة للعام 2017/2018 في مجال القصة القصيرة.[20]
- جائزة «قصص على الهواء» التي تتعاون في تنظيمها مجلة العربي مع إذاعة مونت كارلو الدولية (أبريل 2017).[20][21]
- جائزة نادي القصة بأسيوط (2017).[20]

## أعماله المنشورة
- التقاط الغياب (مجموعة قصصية، 2019): المجموعة القصصية الفائزة بجائزة الشارقة للإبداع العربي (2019).[2][22] صدرت طبعتها الثانية عن دار فهرس في يناير 2022.[23]
- أفواه مفتوحة لا تبتسم (مجموعة قصصية، دار الكنزي للنشر والتوزيع،[24] 2019)[22][25] حصلت على تنويه جائزة الشارقة في دورتها الحادية والعشرين سنة 2018.[26]
- خرّاط البنات (نصوص مسرحية مشتركة مع كُتّاب شباب من صعيد مصر): صدر عن الهيئة العامة لقصور الثقافة سنة 2017.[22][25]

## وصلات خارجية
- أفواه مفتوحة لا تبتسم (نص قصصي لأحمد أبو دياب)، جريدة النهار (الكويت)
- جفون السمك (نص قصصي لأحمد أبو دياب)، جريدة الرؤية (عُمان).